# Seznam kenijskih nogometašev
Seznam kenijskih nogometašev.

## M
- Robert Mambo Mumba
- John Machethe Muiruri

## O
- Dennis Oliech

## W
- Victor Wanyama